# Рецкави плавац
Рецкави плавац врста је лептира из породице плаваца (лат. Lycaenidae). Насељавају Западну, Источну и Јужну Европу, Јужну Русију, Ирак, Иран, Кавказ, Турску. Углавном насељавају травњаке у топлим и сувим условима.

## Изглед
Распон крила им је 17 милиметара. Живе на цветним брежуљцима и на кречњачким теренима. Хране се биљком копитица (Hippocrepis comosa). Лете између маја и септембра, а за то време излегну две генерације.
Мужјаци су са горње стране небеско плаве боје, док је женка чоколадно плава са неколико плавих линија у близини основе крила и са наранџастим туфнама на ободу крила. Са доње стране су браонкасто-сиви са наранџастим и црним туфнама. Зиму преживљавају као мале гусенице.

## Галерија
- Мужјак — доња страна
- Женка — доња страна
- Мужјак